# Kapust
Kapust indica la Dinastia Chassidica Kopuster basata sulla scuola di pensiero e filosofia Chabad.
I primi tre Rebbe di Chabad furono Shneur Zalman di Liadi, Dovber Schneuri e Menachem Mendel Schneersohn, noto anche come lo "Tzemach Tzedek". Quando lo Tzemach Tzedek morì, non lasciò un successore chiaramente indicato come tale. Suo figlio, Shmuel Schneersohn divenne Rebbe della città di Ljubaviči, nota in tedesco come Lubavitch. Un altro figlio, Rabbi Yehuda Leib Schneersohn (il MaHarI'L, acronimo di "Moreinu HaRav Yehuda Leib") divenne il Kopuster Rebbe (cioè, il Rebbe di Kopys in Bielorussia). Sfortunatamente, quest'ultimo morì poco dopo esser diventato Rebbe; suo figlio, Rabbi Shlomo Zalman, rimase successivamente a capo della dinastia Kopuster. Rabbi Shlomo Zalman scrisse Magen Avos, uno sefer sul Chassidismo.
Anche lo Tzemach Tzedek lasciò diversi figli che diventarono Rebbe rispettivamente nelle città di Ljady (russo Ляды), Babrujsk e Nižyn.
Sembra che durante il suo breve insediamento quale Rebbe, il MaHarIL ebbe più seguaci di quanti non ne avesse l'allora Rebbe di Ljubaviči, Rabbi Shmuel. Ma dopo la sua morte, molti chassidim Kopuster ritornarono da Ljubaviči. Nonostante questo, pare che il movimento Kopust rimase numeroso o più numeroso di quello di Ljubaviči, anche durante la guida di Sholom Dovber Schneersohn, il quinto Rebbe di Ljubaviči.
Non esisteva antagonismo tra le due branche del movimento chassidico - infatti il secondo e terzo Rebbe di Kopys furono inviati a Ljubaviči coi loro nonni e zii. Rabbi Menachem Mendel Schneerson, l'ultimo Rebbe Lubavitcher si riferiva ai Rebbe di Kopes come "Admorim", (l'acronimo di Adoneinu Moreinu v'Rabeinu, termine usato per un Rebbe Chassidico o Gran Rabbino), indicando così il suo profondo rispetto per la dinastia Kopes.
Il figlio maggiore di Yehuda Leib, Shlomo Zalman, divenne il secondo Rebbe di Kopys alla morte del padre nel 1866, e quando anche lui morì nel 1900, i chassidim diventarono seguaci di suo fratello, Shmaryahu Noah Schneersohn di Kopys, che era il Rebbe di Babrujsk. Quando morì il terzo Rebbe nel 1926, i chassidim di Kopys riconfluirono nella branca principale dei Chabad di Ljubaviči.

## Rebbe di Chabad-Kopes
- Rabbi Yehuda Leib Schneersohn di Kopys (1811–1866)
- Rabbi Shlomo Zalman Schneersohn di Kopys (1830–1900)
- Rabbi Shmaryahu Noah Schneersohn di Kopys e Babrujsk (1846–1926)

## Opere
- Shemen La'Maor di Rabbi Shmaryahu Noah Schneersohn vol. 1 e vol. 2